# Isabel de Guzmán
Isabel Alonso Pérez de Guzmán y Coronel (c. 1285-después de 1332), señora de Rota y de Chipiona por herencia de su madre.

## Biografía
Señora de Rota y de Chipiona, fue hija de Guzmán el Bueno, señor de Sanlúcar de Barrameda y célebre defensor de la ciudad de Tarifa, y de su esposa María Alfonso Coronel, y hermana de Juan Alonso Pérez de Guzmán y Coronel, segundo señor de Sanlúcar de Barrameda, de Pedro Alonso Pérez de Guzmán y Coronel, protagonista del célebre sacrificio de Tarifa, y de Leonor Pérez de Guzmán y Coronel, que contrajo matrimonio con Luis de la Cerda, I príncipe de la Fortuna.
Fue señora de Rota y de Chipiona y contrajo matrimonio con Fernando Ponce de León, hijo de Fernán Pérez Ponce de León, Adelantado mayor de la frontera de Andalucía y señor de la Puebla de Asturias, y de su esposa, Urraca Gutiérrez de Meneses.
El 18 de diciembre de 1309 le fue concedido a su esposo el señorío de Marchena por el rey Fernando IV de Castilla, que se hallaba en el Sitio de Algeciras de 1309, como recompensa por los buenos servicios prestados al soberano castellano-leonés. Se desconoce la fecha de defunción de su esposo, Fernando Ponce de León y Meneses, aunque debió de ocurrir entre 1326 y 1331, año este último en que Alfonso XI entregó el municipio de Marchena a su hijo, Pedro Ponce de León "el Viejo".
Isabel, declarándose viuda y albacea de su madre, aparece en la documentación del monasterio de San Clemente en Sevilla el 20 de marzo de 1332, otorgando poder a Martín Muñoz, procurador de sus hermanos Juan y Leonor y criado de María Rodríguez de Rojas, abadesa del monasterio, para que tome posesión de los canales de Tarfia en el término de Trebujena.  En el mismo día, entregó a la abadesa la propiedad y tenencia de los canales sobre cuya posesión surgieron litigios en tiempos de su madre.  Isabel explica que la intención de su madre había sido que las rentas de los canales fuesen utilizadas para la construcción de un hospital que sería de Isabel hasta su muerte y después pasaría a la Orden Paulina.

## Matrimonio y descendencia
Fruto de su matrimonio con Fernando Ponce de León y Meneses —hijo de Fernán Pérez Ponce de León, Adelantado mayor de la frontera de Andalucía y señor de la Puebla de Asturias, y de su esposa, Urraca Gutiérrez de Meneses—, nacieron dos hijos:
- Fernando Pérez Ponce de León (m. 1355). Maestre de la Orden de Alcántara desde 1346 hasta que falleció en 1355.
- Pedro Ponce de León "el Viejo" (m. 1352). Señor de Marchena, ricohombre de Castilla y caballero de la Orden de la Banda.